# Xã Wolf Lake, Quận Becker, Minnesota
Xã Wolf Lake (tiếng Anh: Wolf Lake Township) là một xã thuộc quận Becker, tiểu bang Minnesota, Hoa Kỳ. Năm 2010, dân số của xã này là 242 người.